# Boris Kožuh
Boris Kožuh, slovenski pedagog, * 17. april 1945, Gravina, Italija.
Leta 1973 je diplomiral na oddelku za pedagogiko ljubljanske filozofske fakultete in prav tam 1986  doktoriral. Tu se je leta 1973 zaposlil in bil leta 2000 izvoljen za rednega profesorja. V raziskovalnem delu se je posvetil zlasti pedagoški metodologiji in statistiki ter problematiki šolskih reform. Objavil je več strokovnih in znanstvenih člankov, knjig in učbenikov. Njegova trenutna bibliografija obsega 228 zapisov.

## Izbrana bibliografija
- Statistične metode v pedagoškem raziskovanju (COBISS)
- Metaanalitična integracija pedagoških raziskav (COBISS)
- Poglavja iz metodologije pedagoškega raziskovanja  (COBISS)